# Источна дивизија (АБА)
Источна дивизија АБА, или АБА Источна дивизија, била је једна од две групе у које су тимови Америчке кошаркашке асоцијације били подељени, на основу њиховог географског положаја. Друга група се звала Западна дивизија (АБА), или АБА Западна дивизија.
Прва четири тима у свакој дивизији улазиле су у АБА плеј-оф. Дивизије су се задржале до сезоне 1974-75, пошто је у предзадњој сезони АБА лиге остало само 9 преосталих тимова прегруписаних у једну дивизију.

## Екипе учеснице
Последњи тимови који су учествовали и такмичили се у Источној дивизији су били следећи:
- Кентаки колонелси
- Њујорк нетси
- Спиритс ов Сент Луис
- Мемфис саундси
- Вирџинија сквајерси

### Остали тимови
Угашени тимови
- Питсбург пајперси/Минесота пајперси/Питсбург кондорси
- Минесота маскиси/Мајами флоридијанси/Флоридијанси

Пребачен у Западну дивизију
- Индијана пејсерси

## Шампиони Источне дивизије
У болд су сврстани уједно и АБА шампиони
- 1968: Питсбург пајперси
- 1969: Индијана пејсерси
- 1970: Индијана пејсерси
- 1971: Кентаки колонелси
- 1972: Њујорк нетси
- 1973: Кентаки колонелси
- 1974: Њујорк нетси
- 1975: Кентаки колонелси

## Титуле
- 3: Кентаки колонелси
- 2: Индијана пејсерси
- 2: Њујорк нетси
- 1: Питсбург пајперси